# RC Luxemburg
Der Rugby Club de Luxembourg (deutsch Rugby Club Luxemburg, kurz RCL) ist ein Rugby-Union-Verein, ansässig im luxemburgischen Zessingen. Da Luxemburg keine eigene Rugby-Union-Liga besitzt, spielt der RCL in den Ligen seiner Nachbarländer; derzeit in der deutschen Rugby-Bundesliga, nachdem er zuvor jeweils in der belgischen und französischen Liga spielte.
Ab etwa 2020 ist der RCL rasant gewachsen und hat heute über 500 Mitglieder. Der Club mit Sitz im Stade Boy Konen in Zessingen plant eine Erweiterung auf zwei oder drei Plätze, um die übermäßige Nutzung von Boy Konen zu reduzieren. Der Verein wird als der führende Verein in Luxemburg angesehen, der den Luxembourg Cup nie verloren hat, und ist nach wie vor die Hauptquelle für Spieler der luxemburgischen Rugby-Nationalmannschaft.

## Geschichte
Der RC Luxemburg wurde im Mai 1973 von einer Gruppe britischer Expatriates gegründet und war der erste luxemburgische Rugby-Verein. Der Club bestand damals und heute noch aus einer Mischung von Nationalitäten, Kulturen, Glaubensrichtungen und Sprachen: Belgisch, Französisch, Englisch, Irisch, Walisisch, Schottisch, Australisch, Südafrikanisch, Portugiesisch, Spanisch, Deutsch, Niederländisch, Italienisch, Fidschianisch, Norwegisch, Luxemburgisch, Amerikanisch, Neuseeländisch, Venezuela und Argentinisch. Im September 1973 spielte der Verein sein erstes Pflichtspiel gegen die US Castillionnaise. Bis 1995 spielte der Verein in der Regionalliga Elsass-Lothringen und gewann 1994 den Elsass-Lothringen-Pokal. In diesem Jahr trat das Team der belgischen zweiten Liga bei, zu der es bis 1998 gehörte, als es in die erste Liga aufstieg.
Im Jahr 2001 beschloss der Verein, in die französische Liga zurückzukehren und spielte erneut als Regionalligist in Elsass-Lothringen. Er gewann seine Division 2008, entschied sich aber nach einer Einladung in Deutschland zu spielen 2009 für den Beitritt zum deutschen Ligasystem.
Die Aufnahme des RCL in die Aufstiegsrunde 2009 zur 2. Bundesliga löste Diskussionen über die Rechtmäßigkeit aus, da sich der Verein nicht über das deutsche Ligasystem qualifiziert hatte und nicht Mitglied eines der deutschen Landesverbände war. Der Antrag des RC Luxembourg wurde jedoch im Hinblick auf die Regeln des deutschen Rugby-Verbandes für gültig erklärt. Das Team belegte in der Aufstiegsrunde den zweiten Platz und erreichte damit die Teilnahme an der zweiten Bundesliga in der Saison 2009/10.
In der Vergangenheit hat der Verein mehrere lokale Sportler aus anderen Sportarten rekrutiert, darunter Stéphane Gillet, ehemaliger Torhüter der luxemburgischen Nationalmannschaft, in der dritten Reihe. Prinz Sébastien spielte für die U-20-Mannschaft des Clubs, und Großherzog Henri besuchte den Club, um seinem jüngsten Sohn beim Spielen zuzusehen.
Eine Ligareform im Jahr 2012 ermöglichte den Wechsel in die Bundesliga, nachdem die Liga von zehn auf 24 Mannschaften erweitert wurde. Der RC Luxemburg wurde in der Saison 2012/13 Fünfter in seiner Gruppe und konnte sich nicht für die Meisterschaftsrunde qualifizieren, sondern ging in den DRV-Pokal, zog sich aber im Oktober 2012 schließlich aus dem Wettbewerb zurück. Die Reservemannschaft des Vereins spielte jedoch weiterhin in Deutschland und nahm an der Regionalliga teil. Das Team startete 2013/14 in der dritten Liga und gewann seine Division und den Wettbewerb mit einem Finalsieg über die TGS Hausen und stieg damit in die zweite Rugby-Bundesliga auf.
In der Saison 2014/15 belegte der Verein den ersten Platz in der Qualifikationsrunde der 2. Rugby-Bundesliga West und den dritten Platz in der DRV-Pokal-Gruppe Süd/West und wurde im Viertelfinale der Playoffs nach einem Sieg in der ersten Runde gegen den Veltener RC vom RC Leipzig besiegt. Der Verein gewann in den Jahren 2015/16 die 2. Bundesliga West und sicherte nach Playoff-Siegen gegen die StuSta München und den München RFC den Aufstieg in die Rugby-Bundesliga.
In der Saison 2016/17 belegte der RC Luxemburg den letzten Platz in der Bundesliga und stieg wieder in die 2. Liga ab. Er gewann 2017/18 erneut die 2. Bundesliga West und setzte sich in den Aufstiegs-Playoffs gegen den RC Rottweil und die StuSta München durch.

## Platzierungen in der deutschen Liga
Die letzten Spielzeiten des Clubs:
| Saison  | Liga                         | Position |
| ------- | ---------------------------- | -------- |
| 2009/10 | 2. Rugby-Bundesliga Süd/West | 3.       |
| 2010/11 | 2. Rugby-Bundesliga Süd/West | 2.       |
| 2011/12 | 2. Rugby-Bundesliga Süd/West | 3.       |
| 2012/13 | Rugby-Bundesliga Süd         | 5.       |
| 2012/13 | DRV-Pokal Süd/West           | —        |
| 2013/14 | 3. Liga Süd-West West        | 1.       |
| 2014/15 | 2. Bundesliga West           | 1.       |
| 2014/15 | DRV-Pokal Süd/West           | 3.       |
| 2015/16 | 2. Bundesliga West           | 1.       |
| 2016/17 | 1. Bundesliga Süd/West       | 8.       |
| 2017/18 | 2. Bundesliga West           | 1.       |
| 2018/19 | 1. Bundesliga Süd/West       | 6.       |

## Erfolge
- Elsass-Lothringen-Pokal 1994
- Meister 2. Bundesliga West: 2014/15, 2015/16, 2017/18